# Terrell County, Georgia
Terrell County är ett administrativt område i delstaten Georgia, USA, med 9 315 invånare. Den administrativa huvudorten (county seat) är Dawson.

## Geografi
Enligt United States Census Bureau har countyt en total area på 874 km². 868 km² av den arean är land och 6 km² är vatten.

### Angränsande countyn
- Webster County, Georgia - nord
- Sumter County, Georgia - nordost
- Lee County, Georgia - öst
- Dougherty County, Georgia - sydost
- Calhoun County, Georgia - sydväst
- Randolph County, Georgia - väst